# Maison au 17, rue de l'Ail à Strasbourg
La maison au 17, rue de l'Ail est un monument historique situé à Strasbourg, dans le département français du Bas-Rhin.

## Situation et accès
Ce bâtiment, situé au 17, rue de l'Ail à Strasbourg, a été détruit lors des bombardements de Strasbourg en 1944. Seul l’encadrement du portail, classé, a été préservé et déplacé au fond de la cour de l’immeuble reconstruit à la place de celui détruit.

## Historique
L'édifice fait l'objet d'une inscription au titre des monuments historiques depuis 1953.